# Sportverein Austria Salzburg
O SV Austria Salzburg (Sportverein Austria Salzburg) é um clube de futebol da Áustria, sediado em Salzburgo. É uma das equipes mais populares do seu país. Foi fundado em 7 de outubro de 2005 por torcedores de um clube homônimo quando este foi comprado pela empresa Red Bull, que o renomeara Red Bull Salzburg.

## História
O SV Austria Salzburg original foi fundado em 1933. Em 2005, foi renomeado Red Bull Salzburg e suas cores e escudo tradicionais foram alterados para ostentar os símbolos e cores da multinacional austríaca Red Bull.
Inconformados com o desrespeito às tradições de seu clube um grupo de torcedores resolveu recriar o SV Austria Salzburg no mesmo ano. A nova equipe conquistou 4 divisões em sequência no futebol austríaco e hoje joga na Áustria Regional League.

## Títulos
- Austrian Landesliga: 2010
- Austrian 2. Landesliga: 2009
- 1. Klasse Nord:  2008
- 2. Klasse Nord A:  2007

## Títulos do SV Austria original (antes da Red Bull)

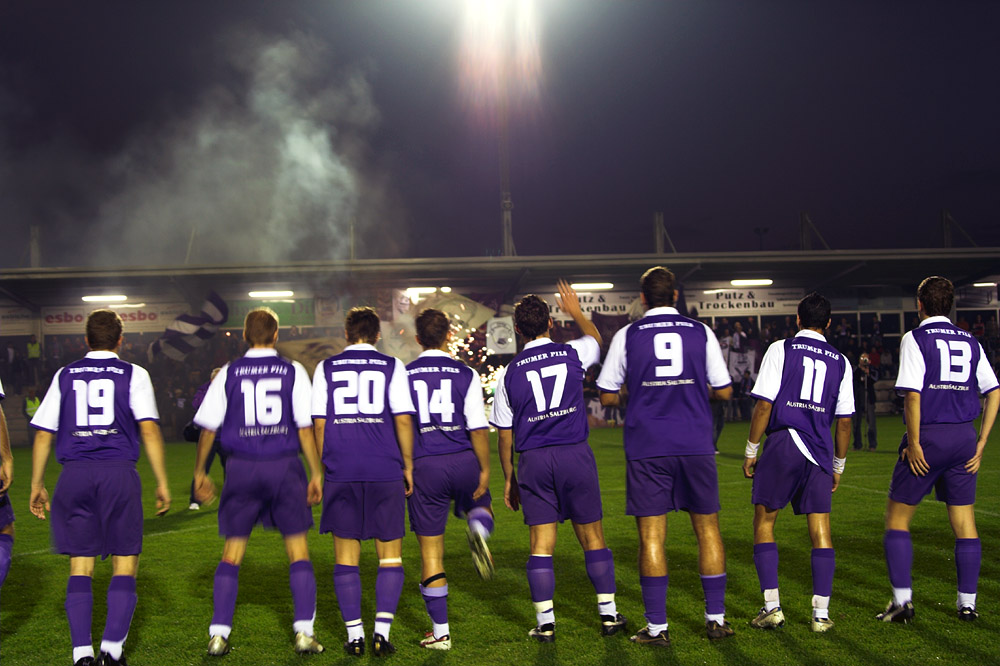

Copa da UEFA
- Vice-Campeão: 1994

Bundesliga Austríaca
- Campeão: 1994 , 1995, 1997

Copa da Áustria de Futebol
- Vice-Campeão: 1974, 1980, 1981

Supercopa da Áustria
- Campeão: 1994, 1995, 1997

## Elenco Atual
Atualizado em 3 de Março de 2015
Nota: Bandeiras indicam equipe nacional, conforme definido pelas regras de elegibilidade da FIFA. Os jogadores podem ter mais de uma nacionalidade não-FIFA.
| N.º |           | Posição | Jogador                |
| --- | --------- | ------- | ---------------------- |
| 1   | Áustria   | G       | Stefan Ebner           |
| 2   | Áustria   | M       | Markus Wallner         |
| 3   | Áustria   | D       | Vladimir Nedic         |
| 4   | Áustria   | M       | Raphael Reifeltshammer |
| 5   | Áustria   | D       | Felix Huspek           |
| 6   | Áustria   | M       | Rene Zia               |
| 7   | Áustria   | M       | Umberto Gruber         |
| 8   | Croácia   | M       | Mehmet Bulut           |
| 9   | Eslovénia | A       | Uroš Palibrk           |
| 10  | Áustria   | M       | Ibrahim Bingöl         |
| 11  | Áustria   | A       | Lukas Katnik           |
| 12  | Áustria   | D       | Aleksandar Simic       |

| N.º |          | Posição | Jogador             |
| --- | -------- | ------- | ------------------- |
| 13  | Alemanha | M       | Matthias Öttl       |
| 14  | Áustria  | D       | Niko Vavrousek      |
| 16  | Áustria  | M       | Radivoje Janjic     |
| 17  | Áustria  | D       | Elias Kircher       |
| 18  | Áustria  | A       | Andreas Bammer      |
| 19  | Áustria  | M       | Ernst Öbster        |
| 20  | Áustria  | D       | Simon Sommer        |
| 21  | Áustria  | M       | Nicholas Mayer      |
| 22  | Rússia   | G       | Vladimir Zhilyaev   |
| 23  | Áustria  | M       | Sebastian Zirnitzer |
| 24  | Áustria  | M       | Halid Hasanovic     |
| 33  | Áustria  | G       | Christian Schlosser |

## Estádio
O estádio da Áustria é o ASKÖ-Sportanlage Maxglan, que possui capacidade para 1.600 espectadores.